# Зозуля сибірська
Зозуля сибірська (Cuculus optatus) — вид птахів з родини зозулевих (Cuculidae). Поширений в Азії.

## Поширення
Він має великий ареал у європейській частині Росії та Північній Азії аж до Японії. Зимує у Південно-Східній Азії, на Філіппінах, Новій Гвінеї та східній частині Австралії. Деякі птахи долітають аж до Нової Зеландії. Мешкає в змішаних бореальних лісах під час розмноження, а на місцях зимівлі шукає напіввідкриті ландшафти з деревами та кущами.

## Опис
Довжина тіла 30–32 см, розмах крил 51–57 см, вага 73–156 г. Дорослий самець має світло-сірі спину, крила, голову та груди, низ тіла білуватий, але більш жовтуватий ніж у звичайної зозулі, з більш рідкісними чорними смугами. Пір'я хвоста чорне з білими плямами. Доросла самиця схожа на самця, але має рудо-коричневу грудку з сірими смугами. Самиці можуть мати варіацію з червонувато-коричневим верхом із чорними смугами. Око червонувато-коричневе.

## Спосіб життя
Це гніздовий паразит, що відкладає свої яйця в гнізда дрібних співочих птахів, переважно вівчариків (Phylloscopus). Пташеня вилуплюється через 12 днів інкубації і незабаром після вилуплення вони викидають з гнізда яйця або дитинчат господарів. Воно залишає гніздо господаря через 17-19 днів.